# Laconnex
Laconnex is een gemeente en plaats in het Zwitserse kanton Genève.
Laconnex telt 597 inwoners.